# Кревиця (Томашівський повіт)
Щевиця, Кривиця, у польському варіанті також Кревиця (пол. Krzewica) — селище (осада) в Польщі, у гміні Ульгівок Томашівського повіту Люблінського воєводства. Населення — 238 осіб (2011).

## Історія
Понад 100 років Кривиця була прикордонним селом Австро-Угорщини.
Село належало до Равського повіту. Станом на 1 січня 1939 року в селі мешкало 680 осіб, з них 560 українців-греко-католиків, 10 українців-римокатоликів, 10 поляків, 70 польських колоністів міжвоєнного періоду, 30 євреїв. Село входило до гміни Тарношин Равського повіту Львівського воєводства Польської республіки.
Після Другої світової війни село опинилося у складі Польщі. 21-25 червня 1947 року під час операції «Вісла» польська армія виселила з села на щойно приєднані до Польщі північно-західні терени 327 українців. У селі залишилося 103 поляки. Ще 4 невиселені українці підлягали виселенню.